# Río Tinguiririca

Río Tinguiririca im Einzugsgebiet (cuenca) des Río Rapel

Der Río Tinguiririca ist ein ca. 165 km langer Fluss in der Región del Libertador General Bernardo O’Higgins in Zentral-Chile.

## Verlauf
Der Río Tinguiririca entspringt in den Anden in etwa 3300 m Höhe 16 km südlich des Vulkans Tinguiririca an der kontinentalen Wasserscheide nahe der Grenze zu Argentinien. Er fließt nahezu konstant in nordwestlicher Richtung und mündet schließlich – zusammen mit dem Río Cachapoal – in den ca. 105 m hoch gelegenen Lago Rapel. Von dort fließt der Río Rapel weiter nach Nordwesten und mündet nach weiteren ca. 50 km in den Pazifik. Etwa auf halber Fließstrecke befindet sich die Provinzhauptstadt San Fernando am nördlichen Flussufer. An mehreren Zuflüssen des Oberlaufs befinden sich Wehre mit Wasserkraftwerken.

## Orte am Fluss
Termas del Flaco, Bajo Lo Bravo, Trompetilla, La Rufina, Puente Negro, Tinguiririca, Placilla, Nancagua, Palmilla, Calleuque, El Toco und San José de Marchihue.